# Гёбен, Август Карл фон
А́вгуст Карл Фридрих Христиан фон Гёбен (нем. August Karl Friedrich Christian von Goeben, 10 декабря 1816, Штаде — 13 ноября 1880, Кобленц) — прусский генерал времен франко-прусской войны 1870—1871.

## Биография
По отзыву биографа:

«Долговязый, близорукий, с раннего возраста в очках, он отнюдь не имел военного вида»

Поступил в 1833 году в 24-й пехотный полк, где проявил полную неспособность к усвоению практиковавшейся тогда военной муштры. Жажда истинной военной деятельности побудила его выйти через три года и предложить свои услуги Дону Карлосу в его борьбе за испанскую корону. Зачисленный младшим лейтенантом в главный штаб карлистских войск, Гёбен проявил недюжую храбрость. Дважды тяжело раненый он попадал в плен и долгие месяцы претерпевал тяжелые лишения в заключении. В первый раз ему удалось бежать из плена, во второй обменян. Когда Дон Карлос отказался от своих претензий на трон Гёбен, лишенный всяких средств, вернулся в Германию.
Там он издал свои воспоминания: «Четыре года в Испании», чем обратил на себя внимание и был зачислен в прусский Генеральный штаб. Завязав здесь близкие отношения с Мольтке, в баварском походе 1849 года он имел случай расширить свои военные познания и получить расположение принца Фридриха-Карла.
В 1859 году полк Гёбена с испанскими войсками сражался в Марокко, о чём он также издал свои воспоминания.

### Австро-прусско-датская война
В 1863 году Гёбен был назначен командиром 26-й пехотной бригады и в 1864 году, во время войны с Данией, своим мужеством снова обратил на себя внимание принца Фридриха-Карла, свои боевым кличем: «Гёбен — вперед!».

### Австро-прусская война
В австро-прусской войне 1866 года Гёбен командовал 13-й пехотной дивизией и в ряде решительных боев разбил поочередно: баварцев при Киссингене — 10 июля, гессенцев и австрийцев при Ашаффенбурге — 14 июля, вюртембергцев и австрийцев у Бишофсгейма, баденцев у Гохгаузена и Вербаха — 24 июля, и наконец VIII корпус союзников при Герсгейме — 25 июля. по поводу этих побед Мольтке писал Гёбену:

«13-я дивизия под Вашим командованием приняла столь существенное участие в успехах на южно-германском театре, что отечественная и военная история будут говорить о нём»

### Франко-прусская война
С началом франко-прусской войны, Гёбен, с 18 июля 1870 года командовал VIII армейским корпусом, входящим в состав 1-й армии. Уже 26 июля был произведён в генералы от инфантерии.
Когда 6 августа генерал фон Камеке атаковал французов при Шпихерне, он очутился в очень затруднительном положении. Гёбен первым оказал ему помощь, направив войска на правый фланг противника и приняв на себя, как старший по званию, общее руководством боем. При содействии III корпуса генерала Альвенслебена он одержал блестящую победу.
Корпус Гёбена принимал участие в бите при Марс-ла-Тур. В сражении при Гравелоте 18 августа, успешно, хотя и с большими потерями, отражал массовые атаки французов.
После сдачи армии Базена в Меце, корпус Гёбена вместе с I корпусом двинулся к Амьену, где командующий I армией генерал Мантейфель принял по совету Гёбена неравный бой, окончившийся победой пруссаков. Когда же обстоятельства вынудили Мантейфеля с I корпусом отойти на Руан, Гёбен получил командование над войсками у Соммы, часть которых вела осаду крепости Перонн. На её освобождение спешил генерал Федерб. 3 января 1871 года разыгрался бой при Бапоме. Гёбен собрал все войска, которые можно было, взяв даже часть из осаждавших, чтобы противопоставить их приближающемуся противнику, превосходящему по численности. Гёбен писал позднее, что: «не обманывал себя относительно страшной трудности этого боя». Французам удалось взять позиции перед Бапомом, но сам город Гёбен отстоял. Считая невозможным выдержать новый натиск, Гёбен собирался отступить на другой берег Соммы, но ранее него это сделали французы.
8 января Гёбен был назначен командующим 1-й армией. Когда обнаружилось новое намерение Федерба перейти в наступление, Гёбен, понимая свою задачу в том смысле, что он не только прикрывает армию осаждавшую Париж, но и её железнодорожное сообщение с Германией, с поразительным мастерством сосредоточил свою армию вечером 18 января к западу и югу от занятого неприятелем центрального пункта Сен-Кантен и 19 января перешел в наступление. Оно увенчалось успехом после того, как Гёбен ввел в бой свой последний резерв. За эту победу он был награждён Железным крестом 1-й степени.
После роспуска 1-й армии был назначен командиром 2-го рейнского пехотного полка № 28. Позже получил под командование прусский VIII армейский корпус, располагавшийся в Кобленце. В этой должности он умер 13 ноября 1880 года.

## Характеристика
Его начальник штаба граф Генишь характеризовал Гёбена как:

«Мудрый в совете, исполненный мужества ответственности, энергичный в поступках, он, по совершении удачного дела, скромно и даже почти застенчиво старался оставаться в тени»

Генерал от инфантерии Кречман, бывший в войну 1870—1871 годов начальником штаба III корпуса (Альвенслебена) считал, что Гёбену присуща самореклама.

## Награды и память
Российским императором Александром II ему был пожалован орден св. Георгия 4-й (27 декабря 1870) и 3-й (5 апреля 1873 года, № 528 по кавалерским спискам) степеней.
В честь Гёбена были названы линейный крейсер кайзеровского флота Гебен и казарма бундесвера.
Похоронен на Главном кладбище Кобленца.